# Тождество неразличимых
Тождество неразличимых — это онтологический принцип, который утверждает, что не может быть раздельных объектов или сущностей, которые имеют общие свойства. То есть сущности «x» и «y» идентичны, если каждый предикат, которым обладает x, также принадлежит y, и наоборот: предполагать две неразличимые вещи — значит предполагать одно и то же под двумя именами. Тождество утверждает, что никакие две разные вещи (например, снежинки) не могут быть совершенно одинаковыми; оно предназначено в качестве метафизического принципа, а не в качестве принципа естествознания. Связанный с этим принцип — неразличимость идентичностей, обсуждается ниже.
Форма принципа приписывается немецкому философу Готфриду Вильгельму Лейбницу. В то время как некоторые думают, что версия закона Лейбница предназначена только для неразличимости идентичностей, другие интерпретируют его как сочетание тождества неразличимых и неразличимости идентичностей (обратный закон). Из-за своей связи с Лейбницем неразличимость идентичностей иногда называют законом Лейбница. Он считается одним из главных великих метафизических законов Лейбница, другим является закон противоречия и закон достаточного основания (широко использовавшийся в его спорах с Ньютоном и Кларком в переписке Лейбница-Кларка).
Однако некоторые философы решили, что важно исключить определенные предикаты (или предполагаемые предикаты) из принципа, чтобы избежать тривиальности или противоречия. Примером (подробно описанным ниже) является предикат, который указывает, равен ли объект x (часто считается допустимым предикатом). Как следствие, в философской литературе существует несколько различных версий этого закона, различающихся по логической силе, и некоторые из них определенные авторы называют «сильным законом» или «слабым законом».
Уиллард Ван Орман Куайн считал, что нарушение замены в содержательных контекстах (например, «Салли считает, что p» или «Это обязательно так, что q») показывает, что модальная логика — невозможный проект. Сол Крипке считает, что это отсутствие может быть результатом использования дисквотационного принципа, подразумеваемого в этих доказательствах, а не нарушение замены как таковой.
Тождество неразличимых использовалось для мотивации представлений о неконтекстуальности в квантовой механике.
С этим принципом также связан вопрос о том, является ли он логическим принципом или просто эмпирическим принципом.

## Тождество и неразличимость
Закон Лейбница может быть выражен как {\displaystyle \forall x\,\forall y\,[x=y\rightarrow \forall F\,(Fx\leftrightarrow Fy)]}, что может быть прочитано как «для каждого {\displaystyle x} и для каждого {\displaystyle y}, если Невозможно разобрать выражение (SVG (MathML можно включить с помощью плагина для браузера): Недопустимый ответ («Math extension cannot connect to Restbase.») от сервера «http://localhost:6011/ru.wikipedia.org/v1/»:): {\displaystyle x}
 идентичен Невозможно разобрать выражение (SVG (MathML можно включить с помощью плагина для браузера): Недопустимый ответ («Math extension cannot connect to Restbase.») от сервера «http://localhost:6011/ru.wikipedia.org/v1/»:): {\displaystyle y}
, то каждое свойство {\displaystyle F}, которым обладает {\displaystyle x}, также принадлежит {\displaystyle y}, и каждое свойство Невозможно разобрать выражение (SVG (MathML можно включить с помощью плагина для браузера): Недопустимый ответ («Math extension cannot connect to Restbase.») от сервера «http://localhost:6011/ru.wikipedia.org/v1/»:): {\displaystyle F}
, которым обладает {\displaystyle y}, также принадлежит {\displaystyle x}»(неразличимость идентичностей), и наоборот, как {\displaystyle \forall x\,\forall y\,[\forall F(Fx\leftrightarrow Fy)\rightarrow x=y]}, что может быть прочитано как «для каждого {\displaystyle x} и для каждого {\displaystyle y}, если каждое свойство Невозможно разобрать выражение (SVG (MathML можно включить с помощью плагина для браузера): Недопустимый ответ («Math extension cannot connect to Restbase.») от сервера «http://localhost:6011/ru.wikipedia.org/v1/»:): {\displaystyle F}
, которым обладает {\displaystyle x}, также принадлежит {\displaystyle y}, и каждое свойство {\displaystyle F}, которым обладает {\displaystyle y}, также принадлежит {\displaystyle x}, тогда {\displaystyle x} идентично {\displaystyle y}»(тождество неразличимых).
«{\displaystyle =}» в законе Лейбница означает «количественное тождество», а не просто качественное тождество. «Идентичный» не просто имеет равное значение, или эквивалентен, или изоморфен, но скорее означает, что «{\displaystyle x} — тот же объект, что и Невозможно разобрать выражение (SVG (MathML можно включить с помощью плагина для браузера): Недопустимый ответ («Math extension cannot connect to Restbase.») от сервера «http://localhost:6011/ru.wikipedia.org/v1/»:): {\displaystyle y}
».
Здесь необходимо различать два закона (эквивалентные версии каждого из них даются на языке анализа предикатов). Обратите внимание, что это все выражения второго порядка. Ни один из этих законов не может быть выражен в логике первого порядка (не подлежат первому порядку).
1. Неразличимость идентичностей
  - Для любых {\displaystyle x} и {\displaystyle y}, если {\displaystyle x} идентичен Невозможно разобрать выражение (SVG (MathML можно включить с помощью плагина для браузера): Недопустимый ответ («Math extension cannot connect to Restbase.») от сервера «http://localhost:6011/ru.wikipedia.org/v1/»:): {\displaystyle y}
, то {\displaystyle x} и {\displaystyle y} имеют одинаковые свойства.
{\displaystyle \forall x\,\forall y\,[x=y\rightarrow \forall F(Fx\leftrightarrow Fy)]}
2. Тождество неразличимых
  - Для любых Невозможно разобрать выражение (SVG (MathML можно включить с помощью плагина для браузера): Недопустимый ответ («Math extension cannot connect to Restbase.») от сервера «http://localhost:6011/ru.wikipedia.org/v1/»:): {\displaystyle x}
 и {\displaystyle y}, если {\displaystyle x} и Невозможно разобрать выражение (SVG (MathML можно включить с помощью плагина для браузера): Недопустимый ответ («Math extension cannot connect to Restbase.») от сервера «http://localhost:6011/ru.wikipedia.org/v1/»:): {\displaystyle y}
 имеют одинаковые свойства, тогда Невозможно разобрать выражение (SVG (MathML можно включить с помощью плагина для браузера): Недопустимый ответ («Math extension cannot connect to Restbase.») от сервера «http://localhost:6011/ru.wikipedia.org/v1/»:): {\displaystyle x}
 идентичен {\displaystyle y}.
{\displaystyle \forall x\,\forall y\,[\forall F(Fx\leftrightarrow Fy)\rightarrow x=y]}

| Сокращения: |         |                    |
| Indsc:      | ∀x,y.   | (xRy → ∀F (Fx→Fy)) |
| Refl:       | ∀x.     | xRx                |
| Symm:       | ∀x,y.   | (xRy → yRx)        |
| Trans:      | ∀x,y,z. | (xRy ∧ yRz → xRz)  |

| Indsc ∧ Refl → Symm           | Indsc ∧ Refl → Symm | Indsc ∧ Refl → Symm     |
| ----------------------------- | ------------------- | ----------------------- |
| Доказательство:               |                     |                         |
| Учитывая x, y такие, что xRy, |                     |                         |
| определим F(v) = vRx, тогда   |                     |                         |
|                               | xRx                 | по Refl                 |
| →                             | Fx                  | по определению F        |
| →                             | Fy                  | по Indsc, поскольку xRy |
| →                             | yRx                 | по определению F        |

| Indsc ∧ Refl → Trans                   | Indsc ∧ Refl → Trans | Indsc ∧ Refl → Trans                              |
| -------------------------------------- | -------------------- | ------------------------------------------------- |
| Доказательство:                        |                      |                                                   |
| Учитывая x, y, z такие, что xRy и yRz, |                      |                                                   |
| определим F(v) = vRz, тогда            |                      |                                                   |
|                                        | yRz                  | предполагается                                    |
| →                                      | Fy                   | по определению F                                  |
| →                                      | Fx                   | по Indsc, поскольку yRx (от xRy и Symm, см. выше) |
| →                                      | xRz                  | по определению F                                  |

| Indsc ⇸ Refl                          | Indsc ⇸ Refl | Indsc ⇸ Refl |
| ------------------------------------- | ------------ | ------------ |
| Доказательство:                       |              |              |
| Пустое отношение удовлетворяет Indsc, |              |              |
| но не Refl.                           |              |              |

Первый закон не влечет за собой рефлексивности = (или любого другого отношения R, заменяющего его), но оба свойства вместе влекут за собой симметрию и транзитивность (см. Доказательство). Поэтому принцип 1 и рефлексивность иногда используются как аксиоматизация (второго порядка) для отношения равенства.
Первый закон считается логической истиной и (по большей части) бесспорным. Второй закон, с другой стороны, вызывает споры; Макс Блэк возражал против него.
Однако приведенные выше формулировки неудовлетворительны: второй закон следует читать как имеющий неявное побочное условие, исключающее любые предикаты, которые эквивалентны (в некотором смысле) любому из следующего:
1. «идентичен x»
2. «идентичен y»
3. «не идентичен x»
4. «не идентичен y»

Если все предикаты ∀F включены, то второй закон, как сформулировано выше, может быть тривиально и неоспоримо показан в качестве логической тавтологии: если x не идентичен y, то всегда будет предполагаемое «свойство F», которое их отличает, а именно «быть идентичным x».
С другой стороны, неправильно исключать все предикаты, которые материально эквивалентны (то есть условно эквивалентны) одному или нескольким из четырех указанных выше. Если это верно, то закон утверждает, что во вселенной, состоящей из двух неидентичных объектов, так как все различающие предикаты материально эквивалентны по крайней мере одному из четырех данных выше (фактически, каждый из них материально эквивалентен двум из них), два неидентичных объекта идентичны — что является противоречием.

## Критика

### Симметричная вселенная
Макс Блэк выступил против тождества неразличимого с помощью контрпримера. Чтобы показать, что идентичность неразличимых объектов ложна, достаточно предоставить модель, в которой есть две различные (численно неидентичные) вещи, обладающие одинаковыми свойствами. Он утверждал, что в симметричной вселенной, где существуют только две симметричные сферы, две сферы — это два разных объекта, хотя все они имеют общие свойства.
Блэк утверждает, что даже реляционные свойства (свойства, определяющие расстояния между объектами в пространстве-времени) не позволяют различить два идентичных объекта в симметричной вселенной. Согласно его аргументу, два объекта есть и будут оставаться на одинаковом расстоянии от плоскости симметрии Вселенной и друг от друга. Даже привлечение внешнего наблюдателя, чтобы чётко обозначить две сферы, не решает проблему, потому что это нарушает симметрию Вселенной.

### Неразличимость идентичностей
Как указывалось выше, закон неразличимости идентичностей, согласно которому если два объекта на самом деле являются одним и тем же, имеют все одинаковые свойства, в большинстве случаев не вызывает споров. Однако одно известное применение неразличимости идентичностей было сделано Рене Декартом в его «Размышлениях о первой философии». Декарт пришел к выводу, что он не может сомневаться в существовании самого себя (знаменитый аргумент cogito), но что он может сомневаться в существовании своего тела.
Этот аргумент подвергается критике некоторыми современными философами на том основании, что он якобы делает вывод о том, что является истинным, из предпосылки о том, что люди знают. Они утверждают, что то, что люди знают или верят о сущности, на самом деле не является характеристикой этой сущности. Ответ может заключаться в том, что аргумент в «Размышлениях о первой философии» состоит в том, что неспособность Декарта сомневаться в существовании своего разума является частью его сущности. Тогда можно утверждать, что идентичные вещи должны иметь идентичную сущность.
Приводятся многочисленные контрпримеры, чтобы опровергнуть рассуждения Декарта с помощью reductio ad absurdum, например следующий аргумент, основанный на секретной идентичности:
1. Сущности x и y идентичны тогда и только тогда, когда любой предикат, принадлежащий x, также принадлежит y и наоборот.
2. Кларк Кент — секретная личность Супермена; то есть они одно и то же лицо (идентичны), но люди этого факта не знают.
3. Лоис Лейн думает, что Кларк Кент не умеет летать.
4. Лоис Лейн считает, что Супермен умеет летать..
5. Следовательно, у Супермена есть свойство, которого нет у Кларка Кента, а именно то, что Лоис Лейн думает, что он может летать.
6. Следовательно, Супермен не идентичен Кларку Кенту.[7]
7. Поскольку в предложении 6 мы приходим к противоречию с предложением 2, мы заключаем, что по крайней мере одно из предположений неверно. Либо:
  - Закон Лейбница неверен; Либо
  - Знание человека о x не является предикатом x; Либо
  - Применение закона Лейбница ошибочно; закон применим только в случаях монадических, а не полиадических свойств; Либо
  - Люди думают не о самих объектах; Либо
  - Человек способен придерживаться противоречивых убеждений.

Любой из них ниспровергает аргумент Декарта.